# Cantón de Couptrain
El cantón de Couptrain era una división administrativa francesa, que estaba situada en el departamento de Mayenne y la región de Países del Loira.

## Composición
El cantón estaba formado por nueve comunas:
- Chevaigné-du-Maine
- Couptrain
- Javron-les-Chapelles
- Lignières-Orgères
- Madré
- Neuilly-le-Vendin
- La Pallu
- Saint-Aignan-de-Couptrain
- Saint-Calais-du-Désert

## Supresión del cantón de Couptrain
En aplicación del Decreto nº 2014-209 de 21 de febrero de 2014, el cantón de Couptrain fue suprimido el 22 de marzo de 2015 y sus 9 comunas pasaron a formar parte del nuevo cantón de Villaines-la-Juhel.